# Marisa Villardefrancos
María Luisa Villardefrancos Legrande (Vedra, La Coruña, Galicia, 15 de octubre de 1915-San Vicente del Raspeig, Alicante, Valencia, 20 de junio de 1975), fue una popular y prolífica escritora española de más de 250 obras, que incluyen cuentos infantiles, algunos con temática religiosa, y principalmente novelas rosas como Marisa Villardefrancos entre 1944 y 1975.

## Biografía
María Luisa Villardefrancos Legrande nació el 15 de octubre de 1915 en Vedra, La Coruña, Galicia, España. Hija de Luis Villardefrancos Calé, funcionario y escritor de revistas, y de María Dolores Legrande Camino, maestra de instrucción primaria. Sufrió poliomielitis entre los cuatro y los cinco años, que la dejó secuelas físicas, por las que tuvo que acabar utilizando una silla de ruedas.
Estudió Magisterio, y comenzó escribir en colaboración con su hermana menor, Gloria, cuya muerte le afectó profundamente. Instalada en Madrid, sus primeras obras fueron cuentos infantiles e historias religiosas, antes de centrarse sobre todo en la publicación de novelas rosas. Sus obras alcanzaron gran éxito y fueron adaptadas radiofónicamente en la cadena SER.
Debido al reuma, durante sus últimos años se trasladó a Alicante, y tuvo que dictar sus novelas. Marisa falleció el 20 de junio de 1975 en San Vicente del Raspeig, donde fue enterrada.

### Novelas rosas
| - Te veré un día (1950) - Ivar el Salmista (1951) - Alma (1952) - El mal humor del Capitán Norton (1952) - La vida está en las cumbres (1952) - El camino de los cisnes (1953) - El pequeño vagabundo (1953) - El sol nace de madrugada (1953) - El valle de mis recuerdos (1953) - Un amor y tres navidades (1953) - Días de niebla (1954) - El secreto de los ojos tristes (1954) - Mamá Carlota (1954) - Papaíto (1954) - Una luz en el camino (1954) - Al volver a la vida (1955) - La mañana tranquila (1955) - Una voz en la sombra (1955) - La bestia dormida (1956) - El ídolo de oro (1957) - Costa Brava (1958) - El valle perdido (1958) - La carcoma (1958) - La casa de la niebla (1958) - La egoísta (1958) - La fugitiva (1958) - La semilla de Dios (1958) - Nieve en la estepa (1958) - Sueño de invierno (1958) - El rescoldo (1959) - La novia vendida (1959) - La omnipotente princesa Sofía (1959) - Mi camarero y yo (1959) - Aloha (1960) - La cumbre de Kichinjunga (1960) - Bajo la flor de Mei (1961) - Dirección prohibida (1961) - El hombre que no sabía amar (1961) - El hombre silencioso (1961) - El velo azul (1961) - La llamada del mar (1961) - La muchacha ignorada (1961) - La rosa cortada (1961) - Su única mentira (1961) - Amanecer en sus almas (1962) - Amor salvaje (1962) - El amor en la arena (1962) - El amor imborrable (1962) - El hombre del faro (1962) - El horizonte sin luz (1962) - Esperando la vida (1962) - Las aguas turbias (1962) - Ondina (1962) - El amor silencioso (1963) - El beso entre los bambúes (1963) - El jardín de las serpientes (1963) - La mujer acosada (1963) - La ninfa salvaje (1963) - Una muchacha tímida (1963) - La espada de fuego (1964) - La muchacha de los ojos sombríos (1964) - La red siniestra (1964) - Las cadenas del miedo (1964) - Tres rostros de mujer (1964) - Una guerra llamada amor (1964) - Cumbres dichosas (1965) - El fin de Satán (1965) - El pescador de sueños (1965) - El reino sombrío (1965) - El rincón olvidado (1965) - El talión (1965) - Jenny (1965) - La amada egoísta (1965) - La senda de los fantasmas (1965) - Olivia era su nombre (1965) - Rosa María (1965) - Cuatro destinos de amor (1966) - Edelweis (1966) - El bosque de las promesas (1966) - El hombre de Siberia (1966) - La flor entre la maleza (1966) - La viña (1966) - Las hojas muertas (1966) - Mañana empieza la libertad (1966) - Nastenka (1966) - Orquídea salvaje (1966) - Selva de pasiones (1966) - Borrasca de conflictos (1967) - Cisne de plata (1967) - El hombre de las piedras preciosas (1967) - El huerto de los manzanos (1967) - El mar contra las rompientes (1967) - El puente del Diablo (1967) - El trigo maduro (1967) - La ardiente corona (1967) - La hechicera (1967) - La lluvia sobre el pantano (1967) - Más de cinco mil primaveras (1967) - May (1967) - Mi mujer ideal (1967) - Mi valle (1967) - Mildred Stephens (1967) - Muros de soberbia (1967) - Al borde de la desesperanza (1968) - El agua en el desierto (1968) - El clamor de las sirenas (1968) - El lago (1968) - El patio de los Arrayanes (1968) - El puñal damasquinado (1968) - El trotamundos (1968) - Entre bambalinas (1968) - La casa vieja de la esquina (1968) - La guerra entró en la aldea (1968) - La historia de un árbol viejo (1968) - La hora de las caravanas (1968) - La mansión de los muertos (1968) - La mujer de los hielos (1968) - La penumbra (1968) - La sirena arrancada del mar (1968) - La sombra (1968) - La sospecha (1968) - Lara (1968) - Los caminos del atardecer (1968) - Los cisnes flotan en el Támesis (1968) - Misión arriesgada (1968) - Sadko (1968) - Un amor bajo la lluvia (1968) - Un aventurero con corazón (1968) - Una brizna de hierba (1968) - Una sonrisa (1968) - A la sombra de los manzanos (1969) - Aguas salvajes (1969) - Bajo el emparrado (1969) - Cinco Nochebuenas (1969) - Color de verano (1969) - Cuentos de la Luna (1969) - Cumbres de vida (1969) - El astro en el agua (1969) - El planeta perdido (1969) - El rubí tallado (1969) - El tren llega de madrugada (1969) - El viento en la lona (1969) - Historias de un anticuario (1969) - La copa de los deseos (1969) - La guerra es así (1969) - La hora de las meigas (1969) - La luz en la mano (1969) - Las desventuras de Sonia (1969) - Las rejas del alma (1969) - Las trenzas de madame Blanchard (1969) - Lo que vale un hombre (1969) - Los sueños de la noche (1969) - Los tres vagabundos (1969) - Nuria (1969) - Rostro de jade (1969) - Tres abetos de Navidad (1969) - Un grito en la oscuridad (1969) - Un trágico destino (1969) - Una cerilla para dos (1969) - Una mujer en el crepúsculo (1969) - Vanessa (1969) - El amor nunca llega tarde (1970) - El crimen imborrable (1970) - El silencio selló sus labios (1970) - Héroes y heroínas (1970) - La amarga espera (1970) - La hija del Diablo (1970) - La muerte en la niebla (1970) - La mujer oculta (1970) - Las horas eternas (1970) - Leyenda del amor vendido (1970) - Lorna Wren (1970) - Un amor cruel (1970) - Un poco de luna y trébol (1970) - Una noche y un amor (1970) - Unos breves días de amor (1970) - Como una víbora (1971) - Cuando la muerte está cerca (1971) - Intriga y amor (1971) - La amarga caricia (1971) - La vida atormentada (1971) - Las uvas verdes (1971) - Nunca está todo perdido (1971) - Pesadilla de odio (1971) - Una mujer en la niebla (1971) - El castillo de los espectros (1972) - ¿Quiere usted enamorarse de mí? (1973) - Crimen para un psicólogo (1973) - Días de soledad (1973) - El acantilado de las almas perdidas (1973) - La rama desgajada (1973) - Mujer maldita (1973) - Piel desnuda bajo el Sol (1973) - Vuelve el amor (1973) - Diario de una muchacha (1974) - El infierno se lleva dentro (1974) - La caracola sin rumor (1974) - La cárcel de los mil sueños (1974) - La noche de la sirena (1974) - La noche sobre el mundo (1974) - Cuando cae la máscara (1975) - Hortensia (1975) - La montaña azul (1975) - La nieve caída (1975) | 1. Almas en la sombra (1953) 2. El brezal de las nubes I (1953) 3. El brezal de las nubes II (1953) 4. El caballero de los brezos I: Cumbres de añoranza (1955) 5. El caballero de los brezos II: El destino de Longing's Height (1955) 6. El caballero de los brezos III: El regreso de Billy Tormentas (1955) 1. El teniente médico Jefferson = El teniente médico (1955) 2. El teniente Jefferson: Sus amores (1955) 3. El regreso del teniente Jefferson (1955) 1. Soledades blancas (1955) 2. Saquitsaut (1955) 1. La diadema de fuego I (1956) 2. La diadema de fuego II (1956) 1. La huella de un pasado I (1956) 2. La huella de un pasado II (1956) 3. La huella de un pasado III (1956) 1. La viña de mis amores I (1956) 2. La viña de mis amores II (1956) 3. La viña de mis amores III (1956) 4. Siberia I (1957) 5. Siberia II (1957) 6. Siberia III (1957) 7. El fin de la viña (1957) 8. Antek (1957) 1. El amor de los hijos I (1957) 2. El amor de los hijos II (1957) 1. El lago sombrío = El oscuro remanso (1958) 2. El camino de los abetos azules (1964) |